# Oberamt Neckarsulm

Karte der württembergischen Oberämter, Stand 1926

Das Oberamt Neckarsulm war ein württembergischer Verwaltungsbezirk (auf beigefügter Karte Nr. 36), der 1934 in Kreis Neckarsulm umbenannt wurde und 1938 im Landkreis Heilbronn aufging. Allgemeine Bemerkungen zu württembergischen Oberämtern siehe Oberamt (Württemberg).

## Geschichte

Oberamt Neckarsulm, Gebietsstand 1813, mit den früheren Herrschafts- und Ämtergrenzen
Legende

Das Oberamt Neckarsulm entstand 1806, nachdem das Neckaroberamt des Deutschen Ordens infolge der Rheinbundakte an Württemberg gefallen war. 1808 kamen die Orte des aufgehobenen altwürttembergischen Amts Neuenstadt hinzu, während das ebenfalls altwürttembergische Gebiet um Möckmühl zunächst ins 1803 neu errichtete Oberamt Schöntal eingegliedert, aber nach dessen Auflösung 1810 gleichfalls dem Oberamt Neckarsulm zugeteilt wurde.
Nachbarn des von 1818 bis 1924 dem Neckarkreis zugeordneten Bezirks waren die württembergischen Oberämter Künzelsau, Öhringen, Weinsberg und Heilbronn, das Großherzogtum Baden sowie die hessische Exklave Wimpfen.
1926 umfasste der Bereich des Oberamts Neckarsulm 34 Gemeinden mit einer Gesamtfläche von 295,96 km². Innerhalb des Oberamtsbereichs befanden sich 14.705 Gebäude, darunter 8035 Nebengebäude. Die Wohnbevölkerung betrug 1925 rund 34.000 Personen.

### Ehemalige Herrschaften
1813, nach Abschluss der Gebietsreform, setzte sich der Bezirk aus Bestandteilen zusammen, die im Jahr 1800 zu folgenden Herrschaften gehört hatten:
- Herzogtum Württemberg
  - Oberamt Möckmühl: Möckmühl, Bittelbronn, Kreßbach, Lampoldshausen, Reichertshausen, Roigheim, Siglingen, Widdern (114/512);
  - Oberamt Neuenstadt: Neuenstadt, Brettach, Cleversulzbach, Gochsen, Kochersteinsfeld.

- Deutscher Orden, Neckaroberamt
  - Amt Neckarsulm: Neckarsulm, Binswangen, Brambach, Dahenfeld, Erlenbach, Kochertürn;
  - Amt Horneck: Gundelsheim, Böttingen, Dornbach, Höchstberg, Tiefenbach, Bernbronn (teilweise, der andere Teil des Weilers gehörte zur Kurpfalz und fiel 1806 an Baden);
  - Amt Heuchlingen: Heuchlingen, Bachenau, Duttenberg, Hagenbach, Jagstfeld, Ober- und Untergriesheim, Oedheim (teilweise), Offenau;
  - Amt Heilbronn: Degmarn.

- Reichsstadt Heilbronn: Lautenbacher Hof.

- Reichsritterschaft
Beim Kanton Odenwald der fränkischen Ritterschaft waren immatrikuliert:
  - Kochendorf (Teil Freiherr von Gemmingen, Teil Kantonskorporation);
  - Jagsthausen mit Pfitzhof und Leuterstal, Korb, Olnhausen, Rossach, Unterkessach (Freiherr von Berlichingen);
  - Schloss Oedheim mit Willenbach (Capler von Oedheim gen. Bautz);
  - Assumstadt mit Habichtshof, Maisenhälden, Züttlingen, Ernstein (Freiherr von Ellrichshausen);
  - Bürg (Freiherr von Gemmingen);
  - Domeneck (Uhl, ritterschaftlicher Konsulent zu Heilbronn);
  - Widdern (110/512 Freiherr von Gemmingen, 96/512 von Züllenhardt). 1806 erhielt Württemberg den züllenhardtschen, Baden den gemmingenschen Anteil, dazu die restlichen 192/512, welche bis 1803 dem Hochstift Würzburg gehörten. Damit wurde Widdern zum badisch-württembergischen Kondominium.

## Wappen
Die Amtskörperschaft des Oberamtes Neckarsulm nahm 1930 ein eigenes Wappen an. Dessen Blasonierung lautet: In silbernem Schild rechts drei schwarze Hirschstangen übereinander, links ein schwarzes Deutschordenskreuz.
Beabsichtigt war zunächst eine Kombination der württembergischen Hirschstangen mit einem Deutschordenskreuz in einem gespaltenen Schild, um so mit Württemberg und dem Deutschen Orden die wichtigsten historischen Territorien des Bezirks zu symbolisieren. Die württembergische Archivdirektion empfahl wegen heraldischer Bedenken Änderungen, um nicht das württembergische Familienwappen unverändert zu übernehmen. Die Hirschstangen wurden in der Folge statt auf goldenen auf silbernen Grund gesetzt, und da auch das Deutschordenskreuz auf silbernem Grund steht, entfiel die Spaltung des Schildes mit Rücksicht auf die heraldische Farbregel. Der Bezirksrat nahm das Wappen in dieser Form am 11. April 1930 an.

## Gemeinden

### Einwohnerzahlen 1880
Folgende Gemeinden waren 1881 dem Oberamt Neckarsulm unterstellt:
| frühere Gemeinde     | Einwohner zahl 1880 | heutige Gemeinde      |
| -------------------- | ------------------- | --------------------- |
| Neckarsulm           | 2845                | Neckarsulm            |
| Bachenau             | 395                 | Gundelsheim           |
| Binswangen           | 609                 | Erlenbach             |
| Bittelbronn          | 290                 | Möckmühl              |
| Böttingen            | 331                 | Gundelsheim           |
| Brettach             | 1273                | Langenbrettach        |
| Bürg                 | 279                 | Neuenstadt am Kocher  |
| Cleversulzbach       | 671                 | Neuenstadt am Kocher  |
| Dahenfeld            | 581                 | Neckarsulm            |
| Degmarn              | 391                 | Oedheim               |
| Duttenberg           | 519                 | Bad Friedrichshall    |
| Erlenbach            | 1154                | Erlenbach             |
| Gochsen              | 811                 | Hardthausen am Kocher |
| Gundelsheim          | 1267                | Gundelsheim           |
| Hagenbach            | 315                 | Bad Friedrichshall    |
| Höchstberg           | 587                 | Gundelsheim           |
| Jagstfeld            | 1020                | Bad Friedrichshall    |
| Jagsthausen          | 1032                | Jagsthausen           |
| Kochendorf           | 1636                | Bad Friedrichshall    |
| Kochersteinsfeld     | 855                 | Hardthausen am Kocher |
| Kocherthürn          | 681                 | Neuenstadt am Kocher  |
| Lampoldshausen       | 839                 | Hardthausen am Kocher |
| Möckmühl             | 2041                | Möckmühl              |
| Neuenstadt am Kocher | 1538                | Neuenstadt am Kocher  |
| Ober-Griesheim       | 465                 | Gundelsheim           |
| Oedheim              | 1750                | Oedheim               |
| Offenau              | 849                 | Offenau               |
| Olnhausen            | 495                 | Jagsthausen           |
| Roigheim             | 1032                | Roigheim              |
| Siglingen            | 1059                | Neudenau              |
| Tiefenbach           | 530                 | Gundelsheim           |
| Unter-Griesheim      | 479                 | Bad Friedrichshall    |
| Widdern              | 1341                | Widdern               |
| Züttlingen           | 818                 | Möckmühl              |
|                      | 30769               |                       |

### Änderungen im Gemeindebestand seit 1813

Gemeinden und Markungen um 1860

1836 wurde Bittelbronn von Möckmühl getrennt und zur selbständigen Gemeinde erhoben.
1846 trat ein drei Jahre zuvor zwischen Baden und Württemberg geschlossener Staatsvertrag in Kraft. Württemberg erhielt den badischen Anteil an Widdern und gab als Ausgleich die Orte Korb und Unterkessach an Baden ab. Rossach, bisher ein Teil der Gemeinde Unterkessach, blieb württembergisch und wurde der Gemeinde Olnhausen zugeteilt. Außerdem verzichtete Baden auf seinen Anteil an der Markung Falkenstein, die daraufhin zwischen Oedheim und Untergriesheim aufgeteilt wurde. Das badisch-württembergische Kondominium Bernbronn blieb bestehen.
1855 wurde Rossach von Olnhausen nach Schöntal (Oberamt Künzelsau) umgemeindet.
1933 wurden Jagstfeld und Kochendorf zur Gemeinde Jagstfeld-Kochendorf zusammengeschlossen, die im folgenden Jahr den Namen Bad Friedrichshall erhielt.
1935 wurden Binswangen nach Erlenbach sowie Hagenbach nach Bad Friedrichshall eingemeindet.
1938 wurde Böttingen nach Gundelsheim eingemeindet.

## Amtsvorsteher
- 1807 bis 1808: Rudolf Kleiner
- 1808: Franz Georg Junghans
- 1808 bis 1811: Johann Jakob Steffelin
- 1811 bis 1822: Ferdinand Joseph Schliz
- 1823 bis 1838: Karl Ferdinand Sandberger
- 1838 bis 1844: Immanuel Gottlob Kober
- 1844 bis 1850: Friedrich Franz Mayer
- 1850 bis 1858: Wilhelm Schubart
- 1859 bis 1864: Ludwig Rominger
- 1864 bis 1870: Gustav Heinrich Lamparter
- 1871 bis 1887: August Roger
- 1887 bis 1890: Martin Krais
- 1890 bis 1909: Emil Haller
- 1909 bis 1919: Ernst Ritter
- 1919 bis 1923: Reinhard Köstlin
- 1924 bis 1933: Theodor Münz
- 1933 bis 1938: Ernst Heubach

## Abgeordnete
Von 1815 bis 1918 dienten die württembergischen Oberämter auch als Wahlkreise für die Ständeversammlungen 1815 bis 1819, die Abgeordnetenkammer der Württembergischen Landstände und die drei verfassungrevidierenden bzw. -beratenden Landesversammlungen 1849 bis 1850.
Das Oberamt Neckarsulm vertraten dabei folgende Abgeordnete:
- 1815–1817: Peter Heinrich Merkle
- 1819–1825: Ludwig Friedrich John
- 1825–1829: Ulrich Malzacher
- 1830–1833: Joseph Gottlob Speidel
- 1833–1838: Balthas Steinhardt
- 1838–1844: Friedrich von Klett
- 1844–1848: Christoph Gottlob Speidel
- 1848–1848: Karl Hierlinger
- 1848–1850: Franz von Zwerger
- 1850–1856: Gustav Vogel
- 1856–1861: Joseph Emerich
- 1862–1876: Ludwig von Schwandner
- 1876–1882: Emil Ege
- 1882–1889: Wilhelm Lang
- 1889–1893: Emil Ege
- 1894–1895: Rudolf Schmid
- 1895–1900: Wilhelm Lang
- 1900–1912: Wilhelm Vogt
- 1912–1918: Gustav Hanser